# Тёрнер, Иэн
Иэн Гордон Тёрнер (англ. Ian Gordon Turner; 11 мая 1925, Окленд, Калифорния — 11 октября 2010, Окленд, Калифорния) — американский гребец, выступавший за сборную США по академической гребле в конце 1940-х годов. Чемпион летних Олимпийских игр в Лондоне, победитель и призёр многих студенческих регат.

## Биография
Иэн Тёрнер родился 11 мая 1925 года в городе Окленд, штат Калифорния.
Во время Второй мировой войны проходил службу в Армии США.
Занимался академической греблей в Калифорнийском университете в Беркли, состоял в местной гребной команде «Калифорния Голден Бирс», неоднократно принимал участие в различных студенческих регатах.
Наивысшего успеха в гребле на международном уровне добился в сезоне 1948 года, когда вошёл в основной состав американской национальной сборной и благодаря череде удачных выступлений удостоился права защищать честь страны на летних Олимпийских играх в Лондоне. В составе распашного экипажа-восьмёрки с рулевым в финале обошёл всех своих соперников, в том числе более чем на 10 секунд опередил ближайших преследователей из Великобритании, и тем самым завоевал золотую олимпийскую медаль.
Его старший брат Дэвид так же входил в состав американской восьмёрки и так же стал олимпийским чемпионом.
Окончил университет в 1951 году. Был женат на Элис Джонсон.
Умер 11 октября 2010 года в Окленде в возрасте 85 лет.